# اسم موصول
الاسم الموصول هو الاسم المفتقر إلى صلة وعائد. نحو: جاء الطالب الذي يحترم مدرِّسَه. وأحترمُ المرءَ الذي فيه خصلة من الحياء.
والأسماء الموصولة في اللغة العربية هي: الذي واللذان والتي واللتان والذينَ (بفتح النون) واللاتي واللواتي واللائي والأُلى (بضم الألف) وتستخدم الأخيرة للجمع المطلق أي سواء كان عاقلا أم غير عاقل، مذكرا كان أم مؤنثا.
تعامل الأسماء الموصولة التي تلحقها الألف والنون أو الياء والنون معاملة الملحق بالمثنى وهي: اللذان في حالة الرفع، واللذَينِ (بفتح الذال وكسر النون) في حالتي النصب والجر، واللتان في حالة الرفع واللتين في حالتي النصب والجر نحو قولنا: جاء اللذان أحبهما. وتعرب الأسماء الموصولة التي تلحقها الألف والنون بالعلامات الإعرابية الفرعية أي الألف في حالة الرفع والياء في حالتي النصب والجر.
وتسمى الجمل التي تقع بعد الاسم الموصول جملة صلة الموصول وهي جملة لا محل لها من الإعراب. كما أن ما الموصولة تعامل معاملة الاسم الموصول إعرابيا وهي تستخدم لغير العاقل فنقول: حدث ما كنت أخشاه. وتعرب ما هنا على النحو التالي:
ما: اسم موصول بمعنى الذي مبني على السكون في محل رفع فاعل.
ومن الأسماء الموصولة أيضا (من) للعاقل و(أي) للعاقل وغير العاقل.

## أمثلة إعرابية
- درست في الجامعة التي تقع بجوارنا.

التي:اسم موصول مبني على السكون في محل جر نعت ل(الجامعة). والجملة الفعلية من الفعل (تقع) وفاعله الضمير المستتر الذي تقديره (هي) لا محل لها من الإعراب لأنها جملة صلة الموصول.
- قرأت الكتابين اللذين استعرتهما من المكتبة.

اللذين:نعت منصوب وعلامة نصبه الياء لأنه مُلحق بالمثنى.
- طارت الطائرتان اللتان أقلتا أصدقائي البارحة.

اللتان:نعت مرفوع وعلامة رفعه الألف لأنه ملحق بالمثنى.
- جاءت اللواتي يرتدين الحجاب.

اللواتي: اسم موصول مبني على السكون في محل رفع فاعل.
- في البلاغة اسم الموصول يفيد العموم كقولنا الذي يقرا ينجح.[2]
- في التركيب فإنه مفتقر إلى جملة أو شبه جملة بعده (تُسمى صلة الموصول) مشتملة على ضمير يعود إلى الاسم الموصول.[3]

## الملخص
الاسمُ الموصولُ: هو ما وُضِعَ لمسمًّى مُعَين بواسطةِ جملةٍ متصلةٍ به تُذكَرُ بعده، مشتملةً على ضميرٍ يَرجِعُ إليه. ويُقالُ لتلك الجملةِ الواقعةِ بعده: صلةُ الموصولِ، ويسمَّى الضميرُ الذي يرجِعُ من الصلةِ إلى الاسمِ الموصولِ عائدًا. وجملةُ الصلةِ لا محلَّ لها من الإعراب.
- صلة الموصول نجدُها جملةً مشتملةً على ضميرٍ يعودُ إلى الاسم الموصول، يسمى العائد، وهو شرط من شروطها، وهذه الجملة إما فعلية، كما هي في أكثر الأمثلة، أو اسمية كقوله تعالى ﴿أَتَسْتَبْدِلُونَ الَّذِي هُوَ أَدْنَى بِالَّذِي هُوَ خَيْرٌ﴾، وتكون الصلة أيضًا شبه جملة أي ظرفًا نحو: ارحم من دونك يرحمك من فوقك، أو جارًّا ومجرورًا نحو: قَطَفْتُ الزهرةَ التي في الحديقةِ.
- الاسم الموصول قسمان: خاصٌّ ومشتركٌ.
  - فالخاص هو ما وُضِعَ منه لِكُلٍّ من المفرد والمثنى والجمع مذكرًا ومؤنثًا لفظٌ خاصٌ به

وألفاظُه هِيَ: «الّذي، اللّذانِ، الّذينَ، الّتي، اللّتانِ، اللاتّي، اللائّي، الأُلى.» وكلُّها تُسْتَعْمَلُ للعاقل وغيره، إلا (الّذين) و(الأُلى) فإنهما خاصتان بالعاقل.
- - والمُشْتَرك هُوَ مَا اسْتُعْمِلَ بلفظٍ وَاحِدٍ للجميعِ، وألفاظُه هي: (مَنْ) و(ما)، و(أي).
- الأسْماءُ الموصولةُ مَبْنِيَّةٌ ماعَدا اللَّذَيْنِ واللَّتَين فإنهما يُعْرَبَانِ إعرابَ المثنَّى.
- (مَنْ) للعاقل مفردًا كان أو مثنى أو مجموعًا، مذكرًا أو مؤنثًا. و(مَا) لغير العاقل مفردًا كان أو مثنى أو مجموعًا مذكرًا أو مؤنثًا.
- (الّذي) للمفرد المذكر عاقلاً أو غير عاقل.
- و(الّتي) للمفردة المؤنثة عاقلة أو غير عاقلة.
- و(اللّذانِ) و(اللّذيْنِ) للمثنى المذكر عاقلًا أو غير عاقل. و(اللّتانِ) و(اللّتَين) للمثنى المؤنث عاقلًا أو غير عاقل.
- و(الّذِينَ) لجمع المذكر العاقل. و(اللائي)، و(اللاتي) لجمع الإناث.
- و(الأُلى) لجمعِ الذكورِ والإناثِ وندرَ مجيئها لغيرِ العاقلِ.[4]

## العائد
العائد هو ضمير مطابق للموصول في إفراده وتثنيته وجمعه، وتذكيره وتأنيثه، نحو: «جاء الذي أكرمته»، «جاءت التي أكرمتها»، «جاء اللذان أكرمتهما»، «جاءت اللتان أكرمتهما»، و«الذين أكرمتهم»، و«اللاتي أكرمتهمن».

### حذف العائد المرفوع
يجوز حذف العائد المرفوع بشروط:
1. طول الصلة، إلا بعد «لا سيما» فإنه يجوز -وقال الصبان: يجب- يجب حذف العائد وإن لم تطل الصلة نحو: «لا سيَّما زيدٌ».[7][8]
2. ألَّا يصلح الباقي أن يكون صلة استقلالًا،
3. ألا يكون معطوفًا أو معطوفًا، فلا يجوز الحذف في نحو: جاء الذي هو وزيد فاضلان، أو جاء الذي زيد وهو فاضلان.
4. ألا يقع بعد لولا، جاء الذي لولا هو لأكرمتك.

### حذف العائد المنصوب
الغالب حذف العائد المنصوب في القرآن، جاء ذِكره اتفاقًا في ثلاثة مواضع:
1. ﴿كَمَا یَقُومُ ٱلَّذِی یَتَخَبَّطُهُ ٱلشَّیۡطَـٰنُ مِنَ ٱلۡمَسِّ﴾ [البقرة:275]
2. ﴿كَٱلَّذِی ٱسۡتَهۡوَتۡهُ ٱلشَّیَـٰطِینُ فِی ٱلۡأَرۡضِ﴾ [الأنعام:71]
3. ﴿وَٱتۡلُ عَلَیۡهِمۡ نَبَأَ ٱلَّذِیۤ ءَاتَیۡنَـٰهُ ءَایَـٰتِنَا﴾ [الأعراف:175]

واختلف القراء في موضعين:
1. ﴿لِیَأۡكُلُوا۟ مِن ثَمَرِهِۦ وَمَا عَمِلَتۡهُ أَیۡدِیهِمۡ﴾ [يس:35]
2. ﴿وَفِیهَا مَا تَشۡتَهِیهِ ٱلۡأَنفُسُ﴾ [الزخرف:71]

قال ابن مالك: «قرأ أبو بكر وحمزة والكسائي بالحذف فيهما، ووافقهم في «تشتهي» ابن كثير وأبو عمرو».

### حذف العائد المجرور بالمضاف
شرط حذف العائد المجرور بالمضاف أن يكون المضاف وصفًا عاملًا بأن يدل على الحال أو الاستقبال. فلا يحذف في نحو: جاء الذي أنا ضاربه أمسِ. لانتفاء شرط العمل، ولا في نحو جاء الذي غلامه قائم. لانتفاء شرط الوصفية.
وقد جاء في القرآن حذفه وذكره: فاقض ما أنت قاض، وتخفي في نفسك ما الله مبديه.

### حذف العائد المجرور بالحرف
شرط حذف العائد المجرور بالحرف أن يُجرَّ بما جر به الموصول لفظًا ومعنى، وكذلك أن يتحد العاملان اللذان تعلَّق بهما العائد والموصول مادةً ومعنًى، فلا يصح حذف العائد في «جاء الذي مررت به» لعدم جر الموصول، ولا في «جاء غلام الذي أنت غلامه» لأن الجار ليس حرف جر، ولا نحو: «حللت في الذي حللت به» لاختلاف حرف الجر، ولا «مررت بالذي مررت به على زيد». لأن الباء الأولى للإلصاق والثانية للسببية.
«فرحت بالذي سررت به» اختلف مادة العاملين. ولا يضر الاختلاف في الهيئة كأن يكون أحدهما ماضيًا والآخر مضارعًا، أو أحدهما فعلًا والآخر وصفًا.
ويجوز الحذف لو كان موصوف الموصول هو المجرور بالحرف لا الموصول نفسه نحو:
نحو يأكل مما تأكلون منه ويشرب مما تشربون، سآكل مما أكلت.

### معلومات المراجع المطبوعة كاملة
- ابن هشام الأنصاري (1442هـ). شرح قطر الندى وبل الصدى. حققه أبو بلال الحضرمي (ط. الثانية). دار الآثار - صنعاء.
- الحطاب، شمس الدين محمد بن محمد بن عبد الرحمن بن حسين الرُّعَينِي (1428هـ). متممة الآجرومية في علم العربية (ط. الثانية). دار الآثار - صنعاء.
- ابن مالك، جمال الدين أبو عبد الله محمد بن عبد الله بن مالك الطائي الجياني (1410هـ). د. عبد الرحمن السيد، د. محمد بدوي المختون (المحرر). شرح تسهيل الفوائد (ط. الأولى). هجر للطباعة والنشر والتوزيع والإعلان.
- محمد بن علي الصبان الشافعي (1417هـ). حاشية الصبان على شرح الأشمونى لألفية ابن مالك (ط. الأولى). دار الكتب العلمية، بيروت.